# 清水治
清水 治（しみず おさむ、1953年（昭和28年）9月21日 - ）は、日本の大蔵・財務官僚、弁護士、学校経営者。内閣府審議官、早稲田大学政治経済学術院教授を経て学校法人東京女子医科大学理事長。

## 経歴
出典。
- 1976年3月 東京大学法学部卒業
- 1976年4月 大蔵省入省（大臣官房文書課）
- 1978年5月 大臣官房付（フランス国立行政学院留学）
- 1980年7月 国際金融局国際機構課企画係長[3]
- 1982年7月 葛城税務署長
- 1983年7月 大臣官房秘書課長補佐（財務官室）[4]
- 1984年6月 派遣職員（アフリカ開発銀行理事）
- 1986年7月 主税局調査課長補佐
- 1988年7月 主税局税制第一課長補佐（所得税）[5]
- 1992年7月 大臣官房企画官 兼 主税局総務課 兼 主税局税制第一課。
- 1993年7月 山形県総務部長
- 1995年7月 国際金融局総務課国際調整室長
- 1996年7月 主税局調査課長
- 1996年11月 三塚大蔵大臣秘書官
- 1998年1月 主計局主計企画官（調整担当）
- 1998年7月 主税局税制第二課長
- 1999年7月 主税局税制第一課長
- 2001年1月6日 財務省主税局税制第一課長
- 2001年7月 主税局総務課長
- 2003年7月 福岡国税局長
- 2004年7月 総務省大臣官房審議官（地方行財政改革担当）
- 2006年7月 大臣官房審議官（国際局担当）
- 2007年1月 内閣府沖縄振興局長
- 2010年7月 内閣府政策統括官（沖縄政策担当）
- 2012年1月10日 内閣府審議官（沖縄担当）
- 2013年6月28日 退官
- 2014年4月 早稲田大学政治経済学術院大学院政治学研究科教授（グローバル公共政策コース）（〜2024年3月）[1]
- 2018年10月 弁護士登録（第一東京弁護士会）[1]
- 2024年4月 瑞宝重光章受章[6]
- 2024年12月6日 学校法人東京女子医科大学理事長[1]